# 早尾村
早尾村（はやおむら）は、愛知県海西郡にあった村。現在の愛西市の一部にあたる。

## 地理
木曽川下流の左岸に位置していた。

## 歴史
- 1889年（明治22年）10月1日、町村制の施行により、海西郡早尾村が単独で村制施行し、早尾村が発足[1][2]。大字は編成せず[2]。
- 1891年（明治24年）濃尾地震で大きな被害を受けた[2]。
- 1897年（明治30年）木曽川改修、1899年（明治32年）佐屋川の廃川により畑地が拡大した[2]。
- 1906年（明治39年）7月1日、海西郡五会村、立和村、川治村、六ツ和村（一部）と合併し、立田村を新設して廃止された[1][2]。合併後、立田村早尾となる[2]。

### 地名の由来
当地以南は地面が低く、田水が早く落ちるため早水尾と称されていたのが早尾となった。

## 産業
- 農業[2]